# 利沃尼亞岩

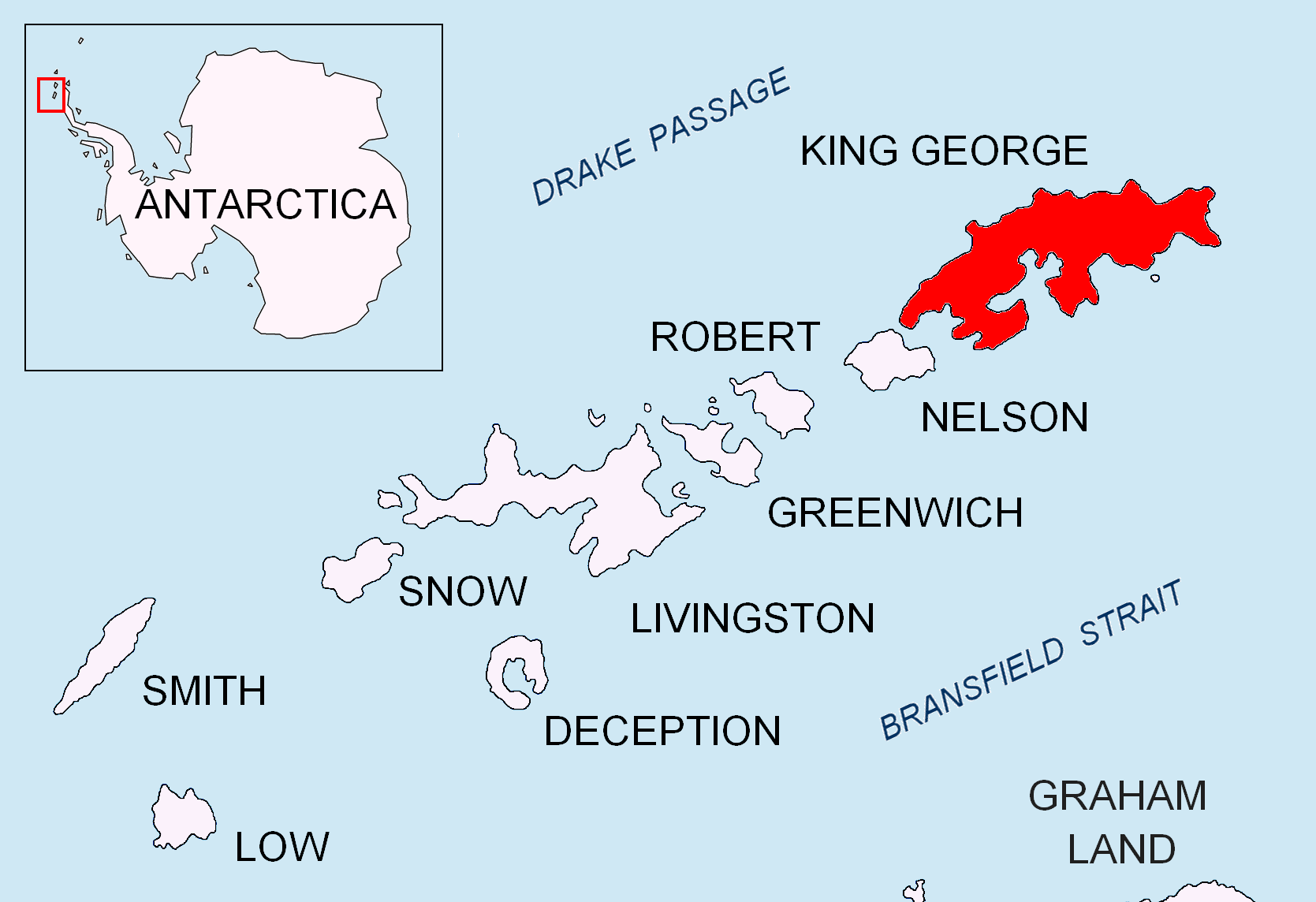

利沃尼亞岩（英語：Livonia Rock），是南極洲的岩石，位於南設得蘭群島的喬治王島最東端，處於梅爾維爾角以南1公里，在1960年由英國南極名稱諮詢委員會命名，現時由南極條約體系管理。